# 擾龍宗
擾龍宗（？—189年），複姓擾龍，東漢末期任侍御史。據曹魏王粲《英雄記》上記載，時董卓專政，時任侍御史的擾龍宗拜訪董卓，因拜見董卓時忘了將配劍卸下，被董卓借題發揮，下令將擾龍宗活活打死。